# Life (tập san)
Life là một tập san khoa học truy cập mở có bình duyệt do tổ chức MDPI xuất bản, được thành lập vào năm 2011. Ban biên tập bao gồm Lluís Ribas de Pouplana, William Bains, Stefano Gianni và Andrew Pohorille.
Kể từ năm 2014, tập san cung cấp tính năng bình duyệt mở (tùy chọn dựa theo quyết định của tác giả).
Tập san bao gồm tất cả các chủ đề cơ bản trong khoa học sự sống, đặc biệt là những chủ đề liên quan đến nguồn gốc của sự sống và sự tiến hóa của các hệ thống sinh học. Nó cũng xuất bản các bài đánh giá, bài báo nghiên cứu, thông tin liên lạc và ghi chú kỹ thuật.

## Tóm tắt và lập chỉ mục
Tập san được tóm tắt và lập chỉ mục bởi Science Citation Index Expanded, Chemical Abstracts Service và Scopus.

## Bài báo gây tranh cãi
Vào tháng 12 năm 2011, tập san đã xuất bản bài báo lý thuyết của Erik D. Andrulis với tiêu đề "Lý thuyết về Nguồn gốc, Sự tiến hóa và Bản chất của Sự sống" nhằm mục đích trình bày khái quát để giải thích về sự sống.
Nó thu hút sự chú ý của các tạp chí khoa học và công nghệ đại chúng nổi tiếng là Ars Technica và Popular Science, trong đó họ lần lượt mô tả bài báo là "điên rồ" và "vui nhộn".
Một thành viên thuộc ban biên tập của Life đã từ chức vì sự cố này. Nhà xuất bản sau đó lên tiếng bảo vệ quy trình biên tập của tập san, nói rằng bài báo đã được sửa đổi sau những đánh giá dài của hai giảng viên từ các tổ chức khác không thuộc tác giả.